# Aspidophiura minuta
Aspidophiura minuta är en ormstjärneart som först beskrevs av George Richard Lyman 1878.  Aspidophiura minuta ingår i släktet Aspidophiura och familjen Ophiolepididae. Inga underarter finns listade i Catalogue of Life.